# Vila Boa (Rego)

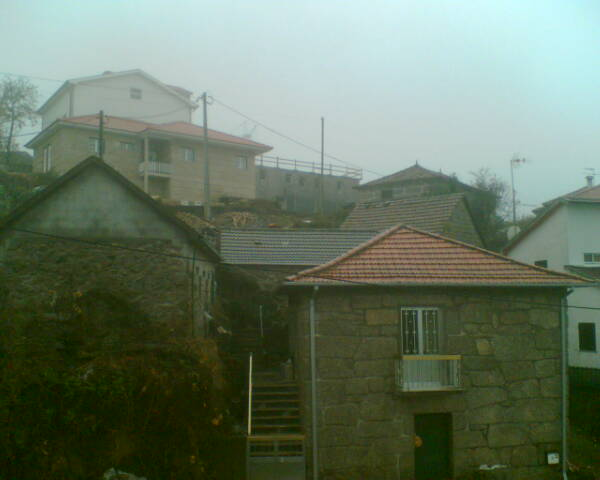
Foto do Lugar de Vila Boa

VilaBoa é um lugar da freguesia do Rego onde está situada a igreja em honra ao padroeiro São Bartolomeu, cujas festas se celebram em 24 de Agosto de cada ano.
Para além da celebração da festa religiosa, também existe um festa pagã, a Lavoira dos Cães, à qual todos os anos acorrem milhares de forasteiros para a admirar.
Tem um monumento histórico que remonta a épocas pré históricas a Estela de Vila Boa.
Nesta mesma localidade, perto de Quintela, tambem pertencente ao Rego, encontra-se a praia fluvial do Rego, que além de espaço para mergulhos, contem um pequeno bar e zona de relva para realização de piqueniques em família.